# إبراهيم صارم باشا
إبراهيم صارم باشا (بالتركية: İbrahim Sarim Paşa)‏ كان الصدر الأعظم للدولة العثمانية في الفترة ما بين 28 أبريل 1848 حتى 13 أغسطس 1848. تُوفي سنة 1854.